# Şeref Has
Şeref Has (Yeniköy, 27 settembre 1936 – 13 giugno 2019) è stato un calciatore turco, di ruolo centrocampista.
È il terzo calciatore con più presenze nella storia del Fenerbahçe (605).

## Palmarès

### Club

#### Nazionali
- Süper Lig: 4

Fenerbahçe: 1959, 1960-1961, 1963-1964, 1967-1968
- Coppa Atatürk: 1

Fenerbahçe: 1963-1964
- Coppa Super Toto: 1

Fenerbahçe: 1967
- Türkiye Süper Kupası: 1

Fenerbahçe: 1968

#### Internazionali
- Coppa dei Balcani per club: 1

Fenerbahçe: 1966-1967